# 서울정수초등학교
서울정수초등학교(서울貞水初等學校)는 대한민국 서울특별시 성북구에 있는 공립 초등학교이다.

## 학교 연혁
- 1986년 4월 6일: 개교

## 참고 자료
- 서울정수초등학교 - 한국교육학술정보원 학교알리미